# 함주학원
학교법인 함주학원은 1989년 함기선 의학박사가 설립한 대한민국의 학교법인이다. 충청남도 서산시에 위치한 학교법인으로, 고등교육기관을 설치하고 있다.

## 연혁
- 1989년 12월 12일: 학교법인 함주학원 승인 허가
- 1992년 3월 9일: 한서대학교 개교

## 구성
한서대학교는 충청남도 서산시 및 태안군에 위치한 사립 대학이다. 1992년 개교하여 현재에 이르고 있다.